# Karabin HK MSG90
Militärisches Scharfschützen Gewehr 90 (MSG90) – niemiecki samopowtarzalny karabin wyborowy.
MSG90 został opracowany w 1990 r. w niemieckiej firmie Heckler und Koch jako broń lepiej spełniająca wymagania wojskowych strzelców wyborowych niż PSG1. Podobnie jak w przypadku PSG1 konstrukcja MSG90 oparta jest na karabinie G3.
MSG90 nie został przyjęty do uzbrojenia Bundeswehry. Niewielkie ilości tych karabinów zostały zakupione przez różne jednostki specjalne zarówno wojskowe jak i policyjne. Pod koniec lat 90. powstała prototypowa wersja MSG90-DMR opracowana na zlecenie US Marine Corps (6 prototypów), a następnie przeznaczona dla amerykańskich oddziałów specjalnych wersja MSG90A1. Od standardowego MSG90 różni się ona zastosowaniem dodatkowych, mechanicznych przyrządów celowniczych oraz lufą zakończoną tłumikiem płomienia i przewężeniami umożliwiającymi szybki montaż tłumika dźwięku.